# Jean-Joseph Méallet de Fargues
Pour les articles homonymes, voir Fargues.
Jean Joseph Méallet, comte de Fargues est un homme politique français né le 12 mars 1777 à Vodable et décédé le 23 avril 1818 à Lyon. 
Il est maire de Lyon du 27 novembre 1814 au 23 avril 1818.

## Biographie
Fils d’une ancienne famille noble d’Auvergne, le comte de Fargues émigre en 1791. Il est rapidement enrôlé dans l’armée.
Son mariage en 1801 avec la nièce de Nicolas Fay de Sathonay lui permet de s’installer à Lyon et de s’insérer dans les milieux des notables locaux. Il commence alors son ascension en obtenant d’importantes responsabilités, notamment dans l’administration des hôpitaux.
Bien que profitant des opportunités offertes par l’Empereur, il demeure royaliste.
Chargé par le comte d’Albon de négocier la capitulation de la ville en mars 1814, il témoigne, dans la foulée, son attachement au roi. 
Par décret du 22 novembre 1814, de Fargues devient maire de Lyon. Il est installé le 21 décembre.
Au début de l’année 1815, Napoléon revient de l’île d’Elbe.
Le maire de Lyon réagit immédiatement. Le 7 mars 1815, il fait afficher une proclamation dans laquelle il condamne Napoléon et réaffirme son attachement au roi.
Quatre jours plus tard, une nouvelle déclaration du comte de Fargues est placardée : elle est, cette fois, en faveur de Napoléon ! En effet, Napoléon est entré à Lyon le 11 mars, sous les applaudissements de la foule et a exigé du maire cette déclaration.
Cependant, cet opportunisme ne sert pas le maire qui demeure suspect aux yeux du pouvoir impérial. Il est remplacé le 30 avril 1815 par Antoine Gabriel Jars.
Avec la chute de l’Empire à la fin des Cent-jours, Jars démissionne et de Fargues revient le 17 juillet 1815 avec une nouvelle déclaration remerciant le roi de lui rendre l’exercice de ses fonctions.
De son retour à la mairie jusqu'à sa mort en fonction, le 23 avril 1818, le comte de Fargues œuvre surtout dans la répression contre les Bonapartistes.

## Hommage
La rue de Fargues dans le premier arrondissement de Lyon porte son nom.

## Sources
- « Jean-Joseph Méallet de Fargues », dans Adolphe Robert et Gaston Cougny, Dictionnaire des parlementaires français, Edgar Bourloton, 1889-1891 [détail de l’édition]
- Notice historique sur M. le comte de Fargues, maire de Lyon et député du Rhône, par Pierre-François Boncerf